# Gibson (Tennessee)
Gibson es un pueblo ubicado en el condado de Gibson en el estado estadounidense de Tennessee. En el Censo de 2010 tenía una población de 396 habitantes y una densidad poblacional de 251,47 personas por km².

## Geografía
Gibson se encuentra ubicado en las coordenadas 35°52′28″N 88°50′39″O / 35.87444, -88.84417. Según la Oficina del Censo de los Estados Unidos, Gibson tiene una superficie total de 1.57 km², de la cual 1.57 km² corresponden a tierra firme y (0%) 0 km² es agua.

## Demografía
Según el censo de 2010, había 396 personas residiendo en Gibson. La densidad de población era de 251,47 hab./km². De los 396 habitantes, Gibson estaba compuesto por el 94.95% blancos, el 3.79% eran afroamericanos, el 0% eran amerindios, el 0.25% eran asiáticos, el 0% eran isleños del Pacífico, el 0% eran de otras razas y el 1.01% pertenecían a dos o más razas. Del total de la población el 0% eran hispanos o latinos de cualquier raza.